# Соук-су (шхуна)
«Соук-су» — парусно-винтовая шхуна Черноморского флота Российской империи, находившаяся в составе флота с 1859 по 1891 год, одна из двух шхун типа «Келасуры». Во время несения службы совершала плавания в Чёрном и Средиземном морях, а также была задействована для выполнения гидрографических работ и несения брандвахтенной службы. Во время русско-турецкой войны 1877—1878 годов использовалась для защиты минных заграждений в Севастополе.

## Описание судна
Парусно-винтовая трёхмачтовая шхуна с деревянным корпусом типа «Келасуры», водоизмещение судна составляло 326 тонн, длина — 39,4 метра, ширина — 6,17—6,2 метра, осадка носом 2,9 метра, а осадка кормой 3,2 метра. На судне была установлена одна горизонтальная двухцилиндровая паровая машина простого расширения мощностью 60 номинальных лошадиных сил, что составляло 240 индикаторных лошадиных сил, и один железный паровой котёл, в качестве движителя использовались паруса и один трёхлопастный гребной винт. Все механизмы установленные на судне были производства фирмы G. & J. Rennie. Максимальная скорость шхуны могла достигать 10 узлов. Экипаж состоял из 53 человек.
В различных источниках упоминается различное вооружение шхуны, состоящее из двух 12-фунтовых и двух 3-фунтовых пушек, или одной 8-фунтовой и двух 3-фунтовых пушек, или четырёх 4-фунтовых пушек образца 1867 года, или одного 106-миллиметрового нарезного орудия, или двух 87-миллиметровых и двух 76-миллиметровых орудий, или двух 87-миллиметровых и одного 107-миллиметрового орудия, или четырёх 87-миллиметровых орудий.

## История службы
Первоначально две винтовые шхуны для нужд Отдельного Кавказского корпуса были заказаны Военным ведомством британской компании William Pitcher, однако после её банкротства фактически строилась фирмой Henry Pitcher. Судно было заложено в 1857 году в Нортфлите, 23 июля (4 августа) 1857 года получила наименование «Соук-су», а 2 (14) декабря 1857 года в недостроенном виде была передана в собственность Морского ведомства и включена в состав Черноморской флотилии. Для надзора за постройкой шхуны в 1858 году из России были командирован лейтенанты Н. И. Ильин и Н. Д. Скарятин. Спущена на воду в 1859 году.
В том же и следующем годах выходила в плавания в Чёрное море, в том числе между черноморскими портами и к берегам Абхазии. В 1860 году также совершила заграничное плавание. В кампанию 1861 года на шхуне проводились магнитные наблюдения берегов Крыма, Кавказа, турецких берегов Чёрного моря и Босфора. В кампанию этого года командир шхуны лейтенант В. И. Бутаков был награждён турецким орденом Меджидие IV степени.
В кампанию 1862 года выходила в плавания в Чёрное море, в том числе ходила между его портами и совершала крейсерские плавания у восточного берега, а также принимала участие в уничтожении кочерм на берегу и обстреле аулов в Туапсе.
В кампании с 1863 по 1865 год совершала плавания у восточных берегов Чёрного моря и к берегов Абхазии. В 1866 году совершила переход из Севастополя в Николаев, находилась в отряде судов при сухумской морской станции в плаваниях у берегов Абхазии, а также принимала участие в защите Сухума от нападения абхазцев, вела огонь по нападавшим.
В кампании 1867 и 1868 годов выходила в плавание к кавказскому берегу Чёрного моря, в том числе к берегам Абхазии.
В кампанию 1870 года шхуна была перевооружена, вместо двух 12-фунтовых карронад её вооружили одним 106-миллиметровым нарезным орудием. После чего в 1870 и 1871 годах шхуна выходила в плавания в Чёрное море, а также находилась в составе отряда русских судов в Средиземном море. При этом в кампанию 1871 года командир шхуны капитан 2-го ранга Ф. Ф. Нарбут был награждён орденом Святой Анны II степени.
В кампанию 1872 года выходила в плавания в Чёрное и Средиземное моря, а также несла службу при станции в Сухуме и в качестве брандвахтенного судна в Еникале. В 1873 году вновь была перевооружена, получив два 87-миллиметровых и два 76-миллиметровых орудия, после чего совершала в плавания в Чёрном море и заграничное плавание в Архипелаг.
В кампании 1874 и 1875 года выходила в плавания в Чёрное море, после чего вновь находилась в составе отряда русских судов в Архипелаге. В кампанию этого года командир шхуны капитан-лейтенант А. Г. Попандополо был награждён орденом Святой Анны II степени и турецким орденом Меджидие III степени. В кампанию 1876 года также совершала плавания в Чёрном море и заграничные плавания.
В начале русско-турецкой войны 1877—1878 годов шхуна заняла брандвахтенный пост в Севастополе для защиты минных заграждений, при этом два 76-миллиметровых орудия были заменены на одно 107-миллиметровое. Также в кампанию этого года, как и в кампанию следующего 1878 года выходила в плавания в Чёрное море.
В кампанию 1879 года на ремонте в Николаеве на шхуне был заменён паровой котёл, после чего она ушла в плавания в Чёрное море и по Дунаю. В 1880 году шхуна вновь ходила в Архипелаг.
27 октября (8 ноября) 1886 года по неблагонадёжности шхуна «Соук-су» вместе с головной другой шхуной проекта «Келасуры» была отчислена к Николаевскому порту, а 19 (31) января 1891 года обе шхуны были исключены из списков судов флота.

## Командиры шхуны
Командирами парусно-винтовой шхуны «Соук-су» в составе Российского императорского флота в разное время служили:
- лейтенант В. И. Бутаков (1858—1861 годы)[15];
- лейтенант М. Н. Кумани (1861 год)[48];
- капитан-лейтенант Н. А. Шевяков (1862—1865 год)[49];
- капитан-лейтенант Р. К. Альтман (1865 года)[50];
- капитан-лейтенант П. Н. Варницкий (1865 года)[51];
- капитан-лейтенант А. Д. Палеолог (1866 года)[52];
- капитан-лейтенант К. Н. Сухин (1866 года)[28];
- капитан-лейтенант Д. Ф. Юрьев (1868 года)[53];
- капитан-лейтенант, а с 1 (13) января 1871 года капитан 2-го ранга Ф. Ф. Нарбут (1870—1872 годы)[54];
- капитан-лейтенант, а с 1 (13) января 1878 года капитан 2-го ранга А. Г. Попандополо (1873—1880 годы)[55];
- капитан-лейтенант Н. Г. Рогуля (1876 год)[56][комм. 5];
- капитан 2-го ранга М. Д. Крякин (1877 год)[44];
- капитан-лейтенант К. Е. Плеханов (с 2 (14) февраля 1881 года)[57].